# استیک سوئیسی
استیک سوئیسی یک غذای گوشتی است، معمولاً گوشت گاو، که قبل از پختن در قابلمه ای از سبزیجات و ادویه جات پخته شده، با غلتاندن یا کوبیدن آن را تفت می‌دهند. اغلب با سس گریوی سرو می‌شود. یا روی اجاق یا فر درست می‌شود و همان‌طور که از نامش پیداست نام آن از سوئیس گرفته نمی‌شود، بلکه تکنیک نرم‌کردن با کوبیدن یا غلتاندن به آن «سوئیس» نامیده می‌شود
.